# 天才王子的赤字國家重生術
《天才王子的赤字國家重生術～對了，就來賣國吧～》是由鳥羽徹創作，由Falmaro绘制插画的日本轻小说。小說由SB Creative出版，2019年10月漫畫連載。獲得《這本輕小說真厲害！2019》新作部門第4位。2021年1月宣佈將獲改編為電視動畫。

## 登場人物

### 納特拉王國
維恩·薩雷馬·阿爾巴斯特（聲：齊藤壯馬）
本作男主角，納特拉王國王太子，故事開始時，因父親病重而成為攝政王。雖然在政治、戰術及劍術上都有過人的才能，但本性怠惰且悲觀又很貪財。認為納特拉只是個貧瘠的小國，不論經濟還是軍事都無力抵抗強勢的亞斯瓦爾德帝國，因此經常想著將王國併入帝國之中，以便自己從中獲利並優閒地過著隱居生活。但事態發展往往與他所料的大相逕庭，反而讓自己在國內外獲得了明君的評價，國力也日漸提升。
曾假裝成平民在帝國士官學校中留學兩年，並取得所有科目的第一名。之後帝國發現他身為納特拉王國王太子的身分而抹消了他在學時的所有紀錄。因為曾留學帝國而讓他有著將納特拉王國併入帝國的打算。
平時顯得溫和穩健，非常珍惜青梅竹馬兼首席助手的妮妮姆，也非常喜歡她。本人無法忍受有人汙辱弗拉姆人，尤其是妮妮姆，在她被人鄙視詆毀時內心會異常憤怒，行為舉止也會變得衝動激昂，甚至不惜殺了對方也要對方為此付出代價。內心渴望的目標是為妮妮姆建立一片能活在陽光下、不受到歧視的天地。曾表示自己不願意與任何王族或貴族政治聯姻。
妮妮姆·拉雷（聲：高橋李依）
本作女主角，弗拉姆人，年齡與維恩相仿。有著一頭光澤通透亮麗的白髮和有如火焰般的紅色瞳孔，是維恩的青梅竹馬，也作為維恩的首席助理，從政務到戰鬥方面都是他最得力的助手，維恩評價妮妮姆為自己的心臟，維恩在與她單獨相處之時才會露出輕鬆且懈怠的一面。由於自幼便認識的緣故，是極少數了解他本性與王國現狀的人。雖然臉上表情與感情流露甚少，其實非常喜歡維恩，也很喜歡向維恩撒嬌，撒嬌時會直接坐在維恩的大腿上，與維恩一樣，當維恩遭人侮辱時情緒會相當憤怒。
有時候對於自己的身材稍顯不足而自卑著，當維恩開她身材玩笑的時候會毫不留情地揍他。
礙於弗拉姆人的身份，曾向芙拉妮雅表示即便維恩不惜一切要迎娶自己，自己也絕對不會與維恩共結連理，以免損害王室顏面；雖然對維恩也是用情至深，但兩人身分差距巨大，終究不能正大光明在一起，同時嚴肅地向芙拉妮雅表示必要時會為了保全國家顏面而斬斷情絲自刎。
弗拉姆人的下任族長，小說後期證實她是曾帶領弗拉拇人建國「始祖」的直系後裔，被居住在納特拉王國的族人們秘密保護。換言而之，若她願意建國的話，所有大陸上的族人皆願意為此團結及反抗長期迫害自己的西方諸國。
芙拉妮雅·埃爾克·阿爾巴斯特（聲：千本木彩花）
納特拉王國王女，維恩的妹妹。十分崇拜自己的兄長，並非常信任他。常因為自己年紀還小幫不上對方的忙，而努力學習試圖成為更好的王族成員。對弗拉姆人沒有偏見，也同時把妮妮姆當成自己的姐姐。
在出使帝國後迅速成長，被家臣認為有輔助維恩執政的能力，甚至取得的民望有機會和兄長分庭抗禮。
那那奇·拉雷（聲：榊原優希）
皮膚偏黑的弗拉姆人少年，被分派到芙拉妮雅身邊的護衛，兩人也是青梅竹馬。沉默寡言，觀察力與戰鬥能力都極為出色。對主人芙拉妮雅十分敬重。同時也聽令於維恩王子的命令擊殺想銷毀叛亂證據而潛入的間諜。
拉庫爾姆（聲：濱野大輝）
納特拉王國軍隊隊長。時常作為維恩的護衛跟在維恩身邊。
潔諾維亞／潔諾（聲：中島由貴）
瑪登解放軍的幹部之一，登場時為穿著綠色軍裝的藍髮少年，在維恩願意與叛軍合作後，與其一同假借隨從的身分潛入卡帕利努王國。
真實身份為原瑪登王國第一王女，身材姣好臉蛋漂亮且端莊大方，也是瑪登王室在卡帕利努王國入侵戰役中唯一的倖存者。起初還是公主的時候曾積極向父王進諫，卻反遭到軟禁。在瑪登王國滅亡後，在家臣的幫助下成功逃跑，並女扮男裝，假借自己已故二哥海穆特（聲：佐治和也）的名義組織反抗軍來對抗卡帕利努王國，自己則在幕後以代理人的身分活動，目前以附屬領地王族的身分正與納特拉王國合作。因為敬佩維恩王子的行事作風與果決的手段後對他感到憧憬，在為死去的親族殺死叛國賊苛洛努埃報仇雪恨後，漸漸對維恩有了男女之情。
雖然曾是瑪登王國公主，但本人對弗拉姆人沒有偏見。
在卡帕利努撤出瑪登後，宣布歸順納特拉王國，成為納特拉在瑪登地區的領主，爵位為侯爵。希望自己能成為維恩的側室，替其分擔職責，視特兒雀菈為情敵，但對於有未婚妻名義的洛薇蜜娜和輔助官妮妮姆，則願意與他們共侍一夫。
哈加爾（聲：菅生隆之）
納特拉王國將軍，驍勇善戰。曾經在自己原本的國家常被稱為叛徒之子，為了名譽而參軍，且功績顯赫，結果國王便以莫須有的罪名剝奪了他的一切地位，並將他逐出國門，直到納特拉王國的國王接納了他。雖然現在已經退隱山林務農，但在維恩的通知下依然義不容辭前往戰鬥，在維恩從卡帕利努王國撤退時，負責率兵擊殺納特拉王國叛亂份子與卡帕利努王國的追兵，並斬下卡帕利努王國魯博將軍的首級。
佩林特（聲：中村光樹）
原瑪登王國金礦山工頭。在納特拉攻下金礦山後，曾將金礦山的地圖和相關資料提供給維恩，並向維恩請求不要捨棄金礦山的礦工們。雖然金礦資源因長期採集而匱乏，但目前在尋找其他的金屬礦脈而不斷努力著。
吉瓦（聲：荻野晴朗）
前瑪登王國外交官，本土派大臣，對弗拉姆人沒有偏見，一直渴望成為能為受難者伸出援手的人，但因政治鬥爭而無能如願。首都索圖各淪陷後則加入潔諾（潔諾維亞）等人組織的解放軍來對抗卡帕利努王國，在卡帕利努撤出瑪登後，擔任潔諾維亞的輔佐官。曾建議潔諾維亞與維恩政治聯姻，以維持納特拉王國和瑪登領地之間的信任。
萊文·拉雷
弗拉姆人現任族長，國王歐文的首席輔助官。現在仍輔助維恩執政，同時定期向歐文報告情況。對於居住在納特拉王國的大部分年輕族人們想要再次獨立建國感到憂慮。
克拉底奥斯
芙拉妮雅的家庭教師，以前也曾是維恩的老師。

### 瑪登王國
弗修塔雷（聲：山本格）
瑪登王國末代國王，曾出兵攻打納特拉。非常重用外来派大臣，但由於本身治國無方，寵信奸臣使得民怨四起，昏庸程度更讓周遭國家認定為昏君。在納特拉攻下金礦山後勃然大怒，試圖奪回金礦山。最終於首都索圖各遭到卡帕利努攻陷後被殺，連同其他王族一同被處刑(包含第二王子海穆特)，只有被趕進離宮的女兒潔諾維亞逃過一劫。
米丹（聲：林大地）
瑪登王國外交大臣，對瑪登王國十分忠心耿耿，也同時對苛洛努埃的行徑極度不滿，在首都索圖各淪陷後下落不明，應已殉國。
烏魯吉奧（聲：稲田徹）
瑪登王國本土派的將軍，率軍攻打納特拉，十分輕視納特拉軍隊，也因此導致之後被一群曾受過帝國訓練的納特拉軍隊擊敗。之後在攻向納特拉大本營時遭遇埋伏，被妮妮姆擊敗，由於拒絕投降，並侮辱了妮妮姆的身世，遭到妮妮姆當場處決。
德拉伍德（聲：柳田淳一）
瑪登王國外来派的將軍，長相帥氣，雷貝堤亞教的忠誠信徒。受國王命令前去收復金礦山。經常稱呼納特拉王國為蠻族的國家。因其部下侮辱了妮妮姆，導致自己也成為維恩的目標，遭到偽裝成士兵的維恩腰斬。
羅甘（聲：宮園拓夢）
瑪登王國軍官，接替前任於礦坑中死去的安格利魯成為德拉伍德的副官。奉令以使者的身分和納特拉王國交涉，故意輕視對方，不僅要求納特拉王國從礦山撤軍，還獅子大開口，要求納特拉王國以非法霸佔礦山之事支付高額賠償金，甚至在離開前出言辱罵身為弗拉姆人的妮妮姆，激起維恩與納特拉軍隊們的眾怒，最終遭到維恩等人斬首。
安格里爾（聲：不詳）
瑪登王國軍官，原為德拉伍德的副官。得知礦山密道後奉令追擊，不料反中了維恩計策，連同一百多名瑪登士兵死在密道內，他的死亡帶給德拉伍德逐漸失去正常判斷。

### 亞斯瓦爾德帝國
洛薇蜜娜·亞斯瓦爾德（聲：東山奈央）
亞斯瓦爾德帝國第二皇女，與維恩和妮妮姆為帝國軍校的同學，對弗拉姆人沒有偏見，也和妮妮姆的關係良好。和維恩一樣隱瞞了自己的身分進入軍校就讀，在智謀方面與維恩旗鼓相當，是維恩不可小覷的對手；雖然給維恩添了不少麻煩，但仍常被維恩的聰明才智與大膽卻精密的謀略所折服，自知不如維恩。
起初在維恩從對瑪登王國的戰爭結束後，打算與維恩結締政治聯姻，但背後卻另有政治目的。由於這時代崇尚男尊女卑，沒有任何國家內的勢力想要站在她這邊，故她的任何意見相對於她的三位兄長而言，皆被不當一回事，因而轉而前往納特拉王國求助維恩。最後在一連串與維恩的較量跟合作的情況下，終於找到帝國內部叛亂的證據後回國。
自從平息帝國內部的叛軍勢力後自己在國內的支持率大幅上升並超越三名兄長，之後與維恩各自拆夥並各自回國。
在軍事學校就讀時就已經暗戀維恩已久，這點被妮妮姆看出來後十分難為情，但自己也大方承認的確對維恩有戀愛的感情，對於妮妮姆可以理所當然地陪伴在維恩身邊很是羨慕，希望自己有朝一日也能跟他們一樣，但現在還不是時候。
最終贏得皇位，成為帝國首位女帝。
菲雪·布蘭戴爾（聲：日笠陽子）
亞斯瓦爾德帝國派駐納特拉王國的大使。是名冷靜沉著、年輕有為且有自己的想法會跟上級諫言的官僚。本來為了兩國和平合併，以打通帝國攻入西方國家的道路，而答應維恩的要求，提供資金及帝國軍事訓練方式給納特拉王國，換取帝國軍隊長駐納特拉王國。然而，因皇帝駕崩及皇子內鬥的關係，使帝國軍隊全數澈回國內，使其計劃落空，又因白費帝國資源供應他國，遭到降職處分。
之後回國因為被洛薇蜜娜看上其勇於諫言的做事態度而擔任洛薇蜜娜的輔佐官。因為挖出維恩王子隱姓埋名於帝國軍事學院就讀，並取得各項都榜首的成績秘密後，對於維恩的能力非常吃驚，因此也對維恩的才能有一定的了解。
迪米崔歐·亞斯瓦爾德（聲：木島隆一）
亞斯瓦爾德帝國第一皇子，性格傲慢，只因為身為長子而得到支持，且沒人看好他的能力和人望。被維恩評價為典型的笨蛋兒子。
由於個性傲慢自大，所以野心也極強，極度厭惡不聽從於他的任何人。認為自己底下的兩個弟弟根本不配擁有支配帝國的權力，連跟他競爭帝位都不配，甚至完全瞧不起皇妹洛薇蜜娜。
當芙拉妮雅代替政務繁忙的維恩出席宴會時，試圖以權力強迫芙拉妮雅同意與他政治聯姻，其背後的目的是為了欺壓並私刑虐待芙拉妮雅，但被百忙中抽空前來的維恩從中阻止。
後來在與維恩的會談中因不知道曼弗雷德暗殺維恩的企圖，因此不聽維恩的阻止，喝下了原本給予維恩的有毒紅茶而倒下，所幸經過醫治下而挽回一命，但精神受挫，且身體尚未康復而逃回自己的領地。
被洛薇蜜娜搜集到他不是皇族血脈的證據（生母第一皇妃的日記），得悉身為外國貴族的第一皇妃為了報復祖國被帝國吞併的仇恨，故意懷上情人的孩子後嫁給皇帝。在認清自己沒有當皇帝的器量及能力後，決定退出政治舞台，以放棄繼承權來換取知情者的保密，保障亡母的名譽及自己的性命安危，與妻兒隱居生活。
柏德路修·亞斯瓦爾德（聲：松田健一郎）
亞斯瓦爾德帝國第二皇子，支持者多是帝國軍方的人，從小被鍛鍊成出名的武人，因此身材相當的高大強壯。在皇位爭奪戰落敗後，被洛薇蜜娜軟禁。
曼弗雷德·亞斯瓦爾德（聲：河西健吾）
亞斯瓦爾德帝國第三皇子，外表風度翩翩但內心城府極深，被維恩評價為很難應付的人。曾試圖暗殺維恩。在皇位爭奪戰落敗後，被洛薇蜜娜軟禁。
柯西默（聲：樫井笙人）
帝國商都米爾達的市長，是個才華洋溢的商人。十分欣賞芙蘭亞和維恩的才能和領袖魄力，在皇位爭奪戰中選擇支持洛薇蜜娜。

### 蘇厥世王國
革呂耶·蘇厥世（聲：大塚明夫）
蘇厥世王國國王，選聖侯之一，身形肥胖，精通軍事策略，也喜好美女，且文武雙全，因為擁有容易消瘦的體質，因此平常在宮內活動不常行走，每次活動都靠部下抬轎子行動。是少數幾個對弗拉姆人沒有歧視的選聖侯之一，對弗拉姆人沒有偏見。
起初對於卡帕利努攻陷瑪登王國之事漠不關心。後來在迦德莫雅的策劃下，以雷貝堤亞教的名義向帝國出兵，企圖收復米爾達。
自收復米爾達失敗，再加上維恩到訪蘇厥世王國後，便開始視維恩為主要威脅。並曾藉由德魯尼歐王國和瑪登侯爵領的軍事衝突向納特拉王國宣戰。最後戰事失敗並在戰事中被俘。
在戰場上被俘後被維恩帶回納特拉王國軟禁並等候聽決，一直對維恩王子的真實想法有著濃厚的興趣，本來一心尋死希望維恩趕快將他斬立決，但在聽了維恩居然要在國家強盛之後將國家賣掉的荒謬想法後有求生的慾望，期待維恩能將這荒謬又破天荒的想法實踐的那天。
與維恩討價還價後，付出賠償金、航運港口及租借船隊為代價，返回祖國，並主動送上女兒特兒雀菈為人質，實為藉着其手，推動納特拉王國達成互惠互利的海運商貿合作，並看看能否讓女兒與維恩聯絪。
一度被兒子軟禁退位，後在納特拉王國派那那奇救出及出借瑪登領所屬的邊境軍下，成功復位。
特兒雀菈·蘇厥世（聲：釘宮理惠）
蘇厥世王國公主，革呂耶的女兒，以「妾身」自稱，性格和父親十分相似，也對弗拉姆人沒有偏見。在蘇厥世在與納特拉的戰爭中戰敗後，被送到納特拉王國充當人質，但基本上行動不受限制，到後期甚至還在蘇厥世與納特拉之間來去自如，人質的立場也名存實亡。
與繼承人的兄長相比，更為有野心，企圖借助雷貝堤亞教的力量取代父親和兄長，成為蘇厥世王國女王。被妮妮姆認為與洛薇蜜婭的性格及野心十分相似。目前已成功激起兄長叛亂，令他遭到父親廢棄，取而代之成為蘇厥世王國的繼承人。

### 德魯尼歐王國
希里吉斯（聲：土師孝也）
德魯尼歐王國原宰相，曾因密謀和蘇厥世結盟進攻那特拉之事而遭到解僱。後被芙拉妮雅收留，成為其家臣，想推芙拉妮雅為納特拉的新王。在平息新宰相馬萊的陰謀後，再次重出江湖。
在擔任芙拉妮雅家臣期間，推芙拉妮雅為納特拉新王的目的，不僅是要向維恩復仇，也疑似看出維恩打算賣國的本性。
勞倫斯
德魯尼歐國王，一直以來都是新舊宰相的傀儡。在芙拉妮雅的幫助下，成功奪回實權。

### 卡帕利努王國
歐托萊薩（聲：高木涉）
卡帕利努王國國王，選聖侯之一，曾出兵攻陷瑪登王國(主要目的是为了提升自己下滑的人望，而锁定了玛登的金矿山，为了不受到其他国家的挞伐，向选圣侯們约好将瓜分黄金。结果卻因維恩大展身手而未取下金矿山，不只如此，还被玛登残党搞得焦头烂额。)
喜好打獵，本身只注重血統，不重視有才之人。曾以不符合自己血統的名義殺害自己的前妻和子女。對維恩有很高的評價，曾在無預警的情況下推其為新的選聖侯。
把弗拉姆人當野獸看待，曾向維恩表明打算讓他把一些弗拉姆人從納特拉王國送到卡帕利努王國，供自己獵殺，更提出把妮妮姆送給他獵殺，因此激怒了維恩，最終遭其殺害，並嫁禍於魯博將軍，導致之後卡帕利努國內暴動。
魯博（聲：五味洸一）
卡帕利努王國的將軍，曾好幾次對歐托萊薩王的政治方針提出異議，在卡帕利努王國攻陷瑪登王都後反對和納特拉停戰，數次提議奪取金礦山。
本身過于傾倒能力主義，而過分輕視血統和權威的傾向。由於他自基層做起，所以軍隊對他相當信任，但卻讓自己在卡帕利努王國的貴族中不歡迎。導致自己在卡帕利努與納特拉地戰爭中無法任意調遣卡帕利努王國的兵力，最後被哈加爾給斬首陣亡。
苛洛努埃（聲：高橋伸也）
原瑪登財務部長，外来派大臣，典型的奸臣，曾以常以花言巧語來控制瑪登國王。在瑪登於金礦山的戰役中戰敗後開始痛恨維恩。之後背叛了瑪登，成為瑪登王國滅國的罪魁禍首。
瑪登滅國後投靠卡帕利努，並得到國王的重用，成為卡帕利努的重臣。在維恩前往卡帕利努時曾和魯博一同計劃暗殺維恩。
在歐托萊薩被維恩殺害後，被企圖報仇的潔諾殺害。
蘇奇雷
卡帕利努的新王，起初因父親的突然駕崩而引發國內暴動，後來在自己即位後鎮壓了因父親的死亡而引發的國內暴動。
由於剛即位權利還尚未穩固，想盡快恢復選聖侯的身分，目前正與卡爾法索王國的王子兼選聖侯的米洛斯拉夫合作。

### 烏路貝司聯盟
阿加塔
烏路貝司聯盟東都的代表，選聖侯之一。
雖為選聖侯之一，但主張與雷貝堤亞教保持距離，同時對弗拉姆人沒有偏見。由於女兒和女婿(前北都代表夫婦)因改革聯盟而遭到北都人民背叛殺害，所以一度認同卡米爾的主張，想毀滅聯盟及任由他國吞併。但因維恩控制糧食的關係，導致西方毀入必須停戰局面，故而借統一聯盟為藉口，拉攏維恩，利用他的計謀來降低西南兩都的勢力。最終回復初心，決定輔助年輕的三都代表們改革及壯大聯盟。
因政治交涉的關係，把維恩收為義子。
卡米爾
阿加塔的輔佐，也是他唯一的外孫，一度因父族滅亡而留落他國，後成為北都代表。心胸寬廣，對弗拉姆人沒有偏見。

### 雷貝堤亞教
西爾維奧
現任聖王，為雷貝堤亞的後裔。雖然外界視他為迦德莫雅的傀儡，但實際上，迦德莫雅仍聽命於他。
迦德莫雅（聲：能登麻美子）
福音局局長，為聖王的左右手。能力與做事手腕高超，進而讓維恩有著提防心理的人之一。
在聖王不參與時，會以其代理人身分出席選聖侯會議。
性格相當的扭曲黑暗，似乎在背地裡計畫著一些見不得光的事情。外貌與外界所知的年齡不符，可能有數個「迦德莫雅」換代，或擁有比弗拉姆人更出色的化裝技巧。
後知道妮妮姆的真實身份，試圖散播謠言來引發納特拉弗拉姆人的叛變。

### 東雷貝堤亞教
尤安
東雷貝堤亞教樞機，但本身也是商人出身。

### 帕圖拉
菲利特·扎里夫
帕图拉的领袖(海導)，前任海導的次子。在維恩的幫助下平定兄長的叛亂，並收穫一眾海師的臣服。兩人在閱讀及收藏歷史書籍方面興趣相投，因此提供帕圖拉的歷史、海運貿易及幫助培訓納特拉自身船隊為報答條件。
奧洛·扎里夫
菲利特的父親，帕图拉的前任领袖，遭到長子殺害。
雷格爾·扎里夫
菲利特的兄長，有過人航海及預測天氣的天賦。本為繼承人，但過於持才傲物而遭到臣民壓惡，莫視家傳歷史。為了奪得彩虹之冠(帕圖拉領袖的象徵)而殺害母親，被父親流放至大陸，後得到舒特卢的資助，建立船隊反攻帕圖拉，並殺害父親及囚禁菲利特，以此逼他交出彩虹之冠。
然而，因手下捉住偽裝成商人的維恩，使維恩使計讓妮妮姆救走自己及菲利特，間接令菲利特得到重整旗鼓的機會。最終在預測戰場天氣上，輸給依靠史料記載的菲利特，葬身海中。

## 用語

### 登場國家
納特拉王國
本書主人公維恩的所屬國家，人口約五十萬上下，合併原瑪登王國作為附屬領地後增加到八十萬人，首都名為科鐸貝爾（コードベル）。
位於弗諾大陸最北端，國土多是貧瘠的岩地及山地，且因冬季漫長，產業難以發展；領海半年以上的時間被冰覆蓋，且沒有不凍港，對於商貿、軍事是致命弱點；最有希望的觀光產業則因聖王廳頒布的吉古禧律令，讓完全佔有北路商道的納特拉無法收穫朝聖信徒的貿易財。唯一稱得上是國家優勢的事物，是自建國以來的歷代君主都很賢明，國祚長達兩百年以上，比帝國還長。
自100年前以來，名叫「拉雷」的弗拉姆人為首統領族群來到此處，向國王提供技術與知識，更因族人偏佈各國，而獲得各地情報，並得到國王的賞識，因此使該國成為極少數能接納弗拉姆人的國家。自始之後，專門侍奉王族的弗拉姆人皆以「拉雷」為姓氏，歷任國王的輔佐官則為族長，因此王族的弗拉拇人侍從多是由族長指派的。(那那奇是例外，由芙蘭妮雅公主親自任命。)納特拉王族也因此被國內國外的弗拉姆人視為恩人，到國外辦事時也會得到他們的厚待及幫助。
亞斯瓦爾德帝國
初提及：第一冊
弗諾大陸東邊的大一統帝國，首都名為格蘭茲拉爾（グランツラル）。自初代皇帝於古都納魯西拉發跡，至前任皇帝完成統一，已存在一百多年。前任皇帝共有3子2女，長女因出嫁而放棄繼承權。
擁有著宜人的氣候、肥沃的土地、豐富的礦產及興盛的水產，因此於他國間的戰爭從不停歇。因前任皇帝突然駕崩且未指名繼任者，國內陷入以皇位為中心的爭奪戰，最終由洛薇蜜娜公主贏得皇位，成為帝國首位女帝。
國家主要信仰東雷貝堤亞教為主，且該國接納多樣民族、文化和信仰，因此不受到西方宗教影響，同時能接納弗拉姆人，甚至能成為貴族，但在國內仍受到部份人歧視，再加上帝國內仍有親西方的勢力存在，以致富裕的弗拉姆人貴族不敢聘用外族人照顧自己的孩子。
瑪登王國
初提及：第一冊
位於納特拉西部的鄰國，首都名為索圖各（ソリトゥーク）。因納特拉逐漸親近東方而使得雙方交流止在民間層級。
國土規模與納特拉相當，近年因在兩國邊界發現了金礦山，而使得國力開始提升。但由於國內因本土派和外來派的黨爭，再加上末任國王——弗修塔雷治國無方、聽信奸臣，使得國內荒廢，民怨載天。最終首都遭到卡帕利努王國攻陷而滅國。
後來倖存的瑪登王國公主潔諾維亞以兄長的名義組織解放軍，與納特拉王國合作，成功奪回金礦山以外的領土。目前其領地由原瑪登王國公主潔諾維亞/潔諾為首的要求下與納特拉王國合併，成為納特拉的邊境候爵領。
卡帕利努王國
初提及：第一冊
與納特拉西南邊接壤的大國，首都名為托黎托利亞（トリストリア）。
控制著中路商道與帝國的商都米爾達相通，以及前任國王——歐托萊薩具有選聖侯的身份，國力自是強盛，更一度吞併瑪登王國。但因前任國王本身注重血統使得有才之人逐漸不受重視，以及對待自由民外的族群（受歧視人種、貧民、奴隸）相當嚴苛，甚至殺害前妻(王后)及不達到理想目標的公主(認為她不是血統高貴的親生女兒)，使得君臣之間的間隙愈來愈大。
後來前任國王被維恩暗殺，喪失選聖侯的地位，同時把罪名嫁禍給魯博將軍，以致國內引發大規模暴動，並且被瑪登解放軍及納特拉王國組成的聯軍擊潰，失去了曾經吞併的瑪登地區。
蘇厥世王國
初提及：第三冊
位於納特拉瑪登侯爵領(原瑪登王國)西部的國家，現今的首都名為皮蘇卡（ピスカ），但該地區起初並非首都，是直到現任國王——革呂耶繼承王位後，為了發展港口而遷都至此地，該地區自古以來商業繁榮，海上貿易發達，擁有象徵國家根基的不凍港。
德魯尼歐王國
初提及：第三冊
位於蘇厥世王國與原瑪登王國的交界下方。沒有選聖候，長期依賴蘇厥世王國的協助。
法爾卡索王國
位於弗諾大陸最南方的國家，與帝國相鄰，長期與視帝國為威脅。選聖侯為米洛斯拉夫王子。
烏路貝司聯盟
位於弗諾大陸最西方的國家。

## 出版書籍

### 小說
| 卷數 | SB Creative    | SB Creative            | 東立出版社     | 東立出版社             |
| 卷數 | 發售日期       | ISBN                   | 發售日期       | ISBN/EAN               |
| ---- | -------------- | ---------------------- | -------------- | ---------------------- |
| 1    | 2018年5月12日  | ISBN 978-4-7973-9703-1 | 2019年10月21日 | EAN 471-094-556-146-2  |
| 2    | 2018年9月14日  | ISBN 978-4-7973-9900-4 | 2020年12月17日 | ISBN 978-957-265-874-1 |
| 3    | 2019年1月12日  | ISBN 978-4-8156-0115-7 | 2021年7月5日   | ISBN 978-957-267-049-1 |
| 4    | 2019年6月14日  | ISBN 978-4-8156-0272-7 | 2021年11月4日  | ISBN 978-957-267-568-7 |
| 5    | 2019年10月12日 | ISBN 978-4-81560-380-9 |                |                        |
| 6    | 2020年2月14日  | ISBN 978-4-8156-0535-1 |                |                        |
| 7    | 2020年6月12日  | ISBN 978-4-8156-0709-8 |                |                        |
| 8    | 2020年11月12日 | ISBN 978-4-8156-0888-0 |                |                        |
| 9    | 2021年3月12日  | ISBN 978-4-8156-0942-9 |                |                        |
| 10   | 2021年8月12日  | ISBN 978-4-8156-1095-1 |                |                        |
| 11   | 2022年1月14日  | ISBN 978-4-8156-1459-1 |                |                        |
| 12   | 2022年9月14日  | ISBN 978-4-8156-1641-0 |                |                        |

### 漫畫
| 卷數 | 史克威爾艾尼克斯 | 史克威爾艾尼克斯       | 東立出版社    | 東立出版社             |
| 卷數 | 發售日期         | ISBN                   | 發售日期      | ISBN                   |
| ---- | ---------------- | ---------------------- | ------------- | ---------------------- |
| 1    | 2020年2月12日    | ISBN 978-4-7575-6519-7 | 2022年4月29日 | ISBN 978-957-26-8229-6 |
| 2    | 2020年11月7日    | ISBN 978-4-7575-6734-4 | 2023年8月10日 | ISBN 978-957-26-8230-2 |
| 3    | 2021年3月7日     | ISBN 978-4-7575-7183-9 |               |                        |
| 4    | 2021年9月7日     | ISBN 978-4-7575-7455-7 |               |                        |
| 5    | 2021年12月7日    | ISBN 978-4-7575-7611-7 |               |                        |
| 6    | 2022年3月7日     | ISBN 978-4-7575-7787-9 |               |                        |
| 7    | 2022年7月7日     | ISBN 978-4-7575-8003-9 |               |                        |
| 8    | 2022年11月7日    | ISBN 978-4-7575-8232-3 |               |                        |
| 9    | 2023年4月7日     | ISBN 978-4-7575-8501-0 |               |                        |
| 10   | 2023年9月7日     | ISBN 978-4-7575-8760-1 |               |                        |
| 11   | 2023年12月7日    | ISBN 978-4-7575-8931-5 |               |                        |
| 12   | 2024年3月7日     | ISBN 978-4-7575-9074-8 |               |                        |
| 13   | 2024年7月5日     | ISBN 978-4-7575-9283-4 |               |                        |
| 14   | 2024年11月7日    | ISBN 978-4-7575-9504-0 |               |                        |
| 15   | 2025年3月7日     | ISBN 978-4-7575-9712-9 |               |                        |
| 16   | 2025年7月7日     | ISBN 978-4-7575-9929-1 |               |                        |

## 電視動畫

### 製作人員
- 原作：鳥羽徹
- 原作插畫：
- 導演：玉川真人
- 系列構成：赤尾凸
- 人物設計：應地隆之介
- 音樂：佐橋俊彥
- 動畫製作：橫濱動畫研究所

### 主題曲
片頭曲LEVEL
作詞：yanaginagi ，作曲：Reiji，編曲：Reiji、Tsuyoshi Sato，主唱：yanaginagi×THE SIXTH LIE
片尾曲
作詞：rino，作曲、編曲：橋本由香利，主唱：南條愛乃

### 各話列表
| 話數   | 日文標題 | 中文標題                       | 劇本       | 分鏡              | 演出                     | 作畫監督                                                                                        | 首播日期       | 原作改编      |
| ------ | -------- | ------------------------------ | ---------- | ----------------- | ------------------------ | ----------------------------------------------------------------------------------------------- | -------------- | ------------- |
| 第1話  |          | 對了，把王國賣掉跑路吧         | 赤尾凸     | 玉川真人          | 安部元弘                 | 式部美代子、飯島弘也 下島誠                                                                     | 2022年 1月11日 | 第一卷        |
| 第2話  |          | 戰場上的維恩·薩雷馬·阿爾巴斯特 | 赤尾凸     | 蔡欣亞            | 蔡欣亞                   | 榊原智次、南伸一郎 山本俊了、本田創一                                                           | 1月18日        | 第一卷        |
| 第3話  |          | 對了，來政治聯姻吧             | 篠塚智子   | 新留俊哉          | 土屋浩幸                 | 稻吉智重、村長由紀 西道拓哉、福井麻紀                                                           | 1月25日        | 第二卷        |
| 第4話  |          | 兩個人的智謀                   | 篠塚智子   | 濱名孝行          | 濱名孝行                 | 島崎望、向山祐治、山廣喬介 小松太樹、小澤和則、陳亮 朱雅石、趙清雲、周志傑 于惠海、謝媚、BigOwl | 2月1日         | 第二卷        |
| 第5話  |          | 對了，讓我們把責任推給他       | 篠塚智子   | 濱名孝行          | 濱名孝行                 | 相澤秀亮、式部美代子 飯島弘也                                                                   | 2月8日         | 第二卷        |
| 第6話  |          | 对了，去参加国际会议吧         | 大知慶一郎 | 武藤信宏 玉川真人 | 武藤信宏                 | 橋本有加                                                                                        | 2月15日        | 第三卷        |
| 第7話  |          | 昨天的敌人是今天的             | 大知慶一郎 | 蔡欣亞            | 小林公二 新留俊哉 蔡欣亞 | Kwon Oh sik、Park Hoon、Oh Eun soo Lim Keun soo、Shin Jae ik 池上たろう、橋本有加               | 2月22日        | 第三卷        |
| 第8話  |          | 对了，让我去试试吧             | 大知慶一郎 | 玉川真人          | 川部真也                 | 王國年、式部美代子 飯島弘也                                                                     | 3月1日         | 第四卷        |
| 第9話  |          | 偶像少女                       | 大知慶一郎 | 新留俊哉          | 新留俊哉 小林公二        | Park San-ho、Go Seon-gun Woo Geum-yeong                                                         | 3月8日         | 第四卷        |
| 第10話 |          | 對了，站到風口上吧             | 篠塚智子   | 須永司            | 井端義秀                 | 武藤信宏、橋本有加 相澤秀亮                                                                     | 3月15日        | 第四卷 第五卷 |
| 第11話 |          | 是詐騙沒錯，當沒看見吧         | 赤尾凸     | 中津環            | 中津環                   | Shin Jae ik、Won Chang hee Jang Hee kyu、武藤信宏 橋本有加、岩永悦宜                            | 3月22日        | 第五卷        |
| 第12話 |          | 对了，还是卖了国家跑路吧       | 赤尾凸     | 玉川真人          | 玉川真人                 | 式部美代子、飯島弘也 相澤秀亮、池上たろう 橋本有加                                              | 3月29日        | 第五卷        |

## 外部連結
- GA文庫特設網站（日語）
- 漫畫官方網站（日語）
- 電視動畫官方網站（日語）